# Бабьонишев Олександр Петрович
Олександр Петрович Бабьонишев — псевдонім Сергій Максудов (нар. 10 березня 1938-го в Ростові-на-Дону) — російський геолог, історик, демограф, соціолог. Відомий фахівець з вивчення втрат населення СРСР.

## Біографія
Син Сари Емануїловни Бабьонишевої (1910—2007), літературного критика, члена Спілки Радянських Письменників, в 1970-ті роки співробітниці Фонду допомоги політв'язням та їхнім родинам. У 1961 році закінчив геологорозвідувальний інститут у Москві. Працював у Гідропроекті. У 1964 році перейшов з Геологічного відділу у групу впровадження математичних методів і ЕОМ. У 1971 році захистив кандидатську дисертацію по темі «Розчленування товщі гірських порід при інженерно-геологічних дослідженнях з використанням ймовірнісно-статистичних методів». У 1972—1980 старший науковий співробітник Інституту розробки горючих копалин.
У 1960—1970 роки брав участь у правозахисному русі в СРСР. Виступив на захист Андрія Синявського та Юлія Даніеля. Протестував проти радянського вторгнення в Чехословаччину (поширював листівки), підписав лист протесту проти висилки Солженіцина. В 1968—1980 рр. збирав і передавав інформацію для «Хроніки поточних подій». Автор, редактор і розповсюджувач самвидаву. У травні 1964 відвідав у ссилці Бродського, привіз йому в подарунок від Л. Чуковскої, том Джона Донна.
Один з укладачів «Сахаровської збірника», пізніше виданого шести мовами (передмова до німецького видання написали Генріх Белль і Лев Копелєв). Брав участь допомоги сім'ям політв'язнів. Був одним з укладачів, авторів та видавців самвидавського журналу «Пошуки і роздуми» (Москва, 1980—1981). Перша його публікація за оцінкою втрат радянського населення в роки громадянської війни, колективізації та Другої світової війни вийшла в журналі «Cahiers du monde russe» в Парижі 1977 року.
В кінці березня 1980 року їздив в Горький, щоб зустрітися з засланим туди академіком Сахаровим. В будинок до Сахарова нікого не пускали, тож було вирішено перевірити, а чи може сам Андрій Дмитрович ходити в гості до своїх знайомих. Для цього відмовник Марк Ковнер надав свою порожню квартиру, а Бабьонишев передав через Олену Боннер запрошення Андрію Дмитровичу прийти на масляні млинці. Шість чи сім співробітників КДБ не пустили Сахарова у двір будинку, де його чекав Бабьонишев.
Тоді наступного дня Бабьонишев, відправивши сім'ю до Москви, просто приїхав до будинку Сахарова і постукав у вікно. Андрій Дмитрович йому відкрив, Олександр заліз у квартиру через вікно і розмовляв з дисидентом кілька годин. Після цього Бабьонишева було затримано, а пост міліції перенесли з вестибюля під'їзду прямо під двері квартири Сахарова.
Бабьонишева звільнили з роботи, затримали, проводили обшуки і допити (1979—1981). У 1981 році він був змушений емігрувати до США, з того часу живе в Бостоні.

## Наукова діяльність

### Дослідження Голодомору
Викладав і займався дослідженнями в Гарвардському і Бостонському університеті (США), в Українському інституті Едмонтона (Канада).
Дійшов висновку, що викликаний голодом і репресіями демографічний дефіцит (Голодомор) становив в Україні в 1927—1938 рр. 4,5 млн. Результати підрахунків він оприлюднив у 1983 році в українському журналі «Сучасність», який тоді видавався в Мюнхені. На основі таблиць смертності 1925—1926 рр., Максудов підрахував, що недооблік дитячої смертності становив у 1933 році не менше 150 тис. чоловік. Відповідно такий же недооблік спостерігався при оцінці народжуваності. Тому цифру народжень слід було скоригувати до 621 тис. чоловік.
Середня народжуваність в українській сім'ї в 1926—1933-х роками була на рівні 7-8 дітей. Селяни, які й стали жертвами Голодомору, становили тоді три чверті населення України. За підрахунками Бабьонишева тільки під час голоду 1933 року в Україні загинуло 3,3 млн дітей.

### Редагував журнали
- «Країна і світ»,
- «СРСР: Внутрішні протиріччя»,
- «Трибуна».

### Автор та упорядник книг
- «Сахаровский збірник»,
- «Втрати населення СРСР»,
- Документи Смоленського архіву.
- «Кулаки і партійці»,
- «Чеченці і росіяни. Перемоги, поразки, втрати»,
- Russian Reforms: Revolutions from Above.

Його перу належать близько сотні статей, опублікованих в журналах:
- «Країна і світ»,
- «СРСР: Внутрішні протиріччя»,
- «Трибуна»,
- «Сільська молодь»,
- «Форум»,
- «Russia»,
- «Вісник РХД»,
- «Проблеми Східної Європи»,
- «Новий журнал»,
- «Holocaust and Genocide Studies»
- «Сучасність»,
- Філософська і соціологічна думка,
- «Синтаксис»,
- «Europe-Asia Studies» (а тепер і «Europe-Asia Studies»),
- «Slavic Review»,
- «Times Literary Supplement»,
- «Ukrainian Literature North Holland»,
- «Cahiers du monde russe»,
- «Journal of Ukrainian Studies»,
- «Harvard Ukrainian Studies»,
- Вільна думка,
- «Літературний огляд»
- НЛО Книжное обозрение,
- НЛО,
- альманахи «Минуле» і «Ланки»
- «Нове російське слово»,
- «Русская мысль»,
- «Московські новини»,
- «Нова газета».

## Твори

### Книги
- Бабёнышев Олександр. Самі, Самі…// М. Вільнюс Малюк. 1976. 16 с.;
- Про вулкани // М.: Малюк. 1980. 16 с;.
- Багатовимірний статистичний аналіз в інженерній геології. М. 1976 (у співавторстві з В. С. Комаровим і Н. Н. Хайме);
- Сахаровский збірник. (спільно з Р. Лерт і Є. Печуро, М. Самвидав 1981 (перекладено на англійську, французький, німецький, італійський та шведська мови) друге видання М. 1991 рік, Третє видання М. 2011.
- Сергій Максудов. Непочутих голосу. Документи Смоленського архіву. Кулаки і партійці. Ann Arbor: Ardis. 1987
- Втрати населення СРСР. Chalidze Publication. Benson, USA. 1989 Russian Reforms: Revolution from Above (у співавторстві з Н. Покровської). Boston; перше видання 1995, восьме 2014 (навчальний посібник для американців, які вивчають російську мову);
- Чеченці і росіяни. Перемоги, поразки, втрати. М. 2010;
- Сліпі поводирі. Taunton MA USA 2012.

### Статті
- Sergei Maksudov. Pertes subies par la population de L URSS 1918—1958. CAHIERS DU MONDE RUSSE ET SOVIETQUE, XVIII, N3, 1977.Paris, pp. 223—265. «Victory over the Pesantry.» Hunger by Design. pp. 53-101, Cambridge MA, 2008; The Jewish Population Losses of the USSR from the Holocaust. The Holocaust in the Soviet Union. New York-London, 1993.
- Не свої. (відгук на публікацію книги А. В. Солженіцина «Двісті років разом»)(інтернет.)